# Darrell McClure
Pour les articles homonymes, voir McClure.
Darrell McClure, né le 25 février 1903 à Ukiah (États-Unis) et mort le 27 février 1987 dans la même ville, est un dessinateur et illustrateur américain connu pour son travail sur la bande dessinée Little Annie Rooney.

## Biographie
McClure est né à Ukiah, en Californie. Sa mère, Ethel Jameson Docker, est peintre. À l'âge de neuf ans, il déménage avec sa famille à San Francisco, où il va à l'école d'art faire ses premiers emplois professionnels à l'âge de 14 ans. Il a 17 ans quand il commence un apprentissage dans les dessins animés.